# Set (bóg)
Set, Seth, Sutech, Setech (staroegipskie Stẖ, Stš, Swty, stgr. Σήθ Seth, hebr. ‏ שת‎ Szet) – w mitologii egipskiej pan burz, pustyń, Górnego Egiptu, ciemności oraz chaosu. Bóstwo o charakterze demonicznym. Jeden z głównych bogów religii egipskiej, czczony już przed I dynastią, prawdopodobnie jako bóg wojny. Syn bogini Nut oraz boga Geba (lub Re), brat Ozyrysa, Izydy i Neftydy. Poślubił Neftydę. Według niektórych źródeł, jest uznawany jako ojciec Anubisa. Przeciwnik Horusa, zabójca Ozyrysa. Przedstawiany jako człowiek z głową zwierzęcia o cechach szakala, antylopy oryks oraz okapi. Wyróżniał się białą skórą i rudymi włosami. Zamieszkiwał jałowe obszary pustyń Egiptu.
Początkowo czczony przez Hyksosów jako bóg Górnego Egiptu. W okresie dynastycznym był znany w całym Egipcie. Podczas panowania XXII dynastii utożsamiany był z wcieleniem zła – wężem Apophisem. W czasach XIX i XX dynastii (ok. 1320–1085 p.n.e.) w Tanis czczony jako opiekun królestwa. W okresie Nowego Państwa jego kult był zwalczany.

## Zwierzę Seta

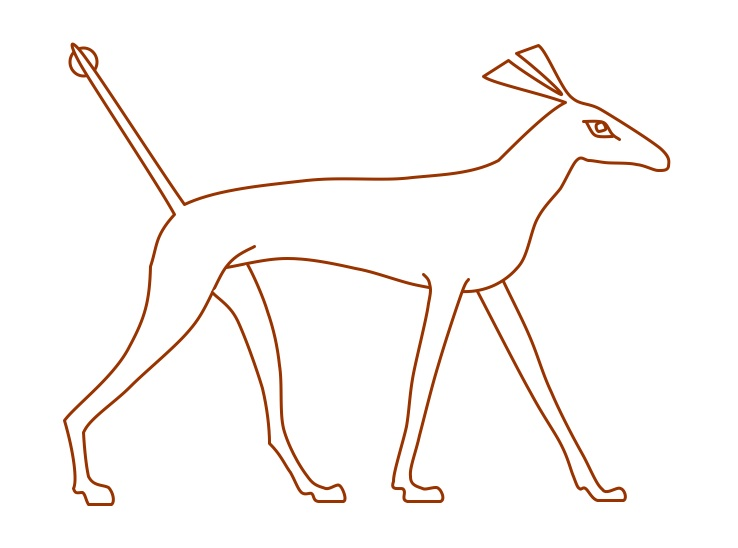
Zwierzę Seta (Tyfona) według przedstawienia z grobowca w Beni Hassan (okres Średniego Państwa)

Set był przedstawiany pod postacią nieustalonego przez współczesną naukę gatunku zwierzęcia, nazywanego umownie „zwierzęciem Seta” albo „stworem Tyfona” (bądź też antropomorficznie, jako człowiek z głową zwierzęcia). Wśród egipskich zwierząt kultowych należy ono do nielicznej, kojarzonej negatywnie grupy hybryd.
Zwierzę Seta podobne jest do psa lub szakala o wygiętym pysku, kanciastych uszach i sterczącym ogonie, na końcu rozwidlonym lub strzałkowym. W jego sylwetce doszukiwano się cech charta, osła, pustynnych antylop, leśnego okapi, mrównika, a nawet ryjoskoczka. Stwora tego uważano za zwierzę pustynne. Dla koczowniczych łowców z Górnego Egiptu stanowił ucieleśnienie mocy Seta (kolebką jego kultu jest XI nom), natomiast dla rolniczej ludności Delty był symbolem zła.
Najstarsze przedstawienia zwierzęcia Seta pochodzą z okresu predynastycznego. Niektóre wyobrażenia graficzne kultury Nagada I i Nagada II odnoszą się również do przedstawień tego stworzenia. Podobne cechy mają także zwierzęta ukazane na głowicy tzw. Maczugi króla Skorpiona pochodzącej chronologicznie z kultury Nagada III. Zdaniem niektórych badaczy, sokół Horusa i zwierzę Seta widoczne na sztandarach otaczających głowicę maczugi stanowiły dwa starodawne emblematy plemienne. Kształt głowy zwierzęcia Seta miało również zakończenie berła uas, symbolizującego siłę, władzę, szczęście i zdrowie.
Na płytach grobowych z czasów I dynastii zwierzę Seta bardziej przypomina osła (dość długie nogi, szerokie, długie uszy, krótki sterczący ogon). Przekształcenie w stworzenie bajeczne nastąpiło prawdopodobnie w epoce Starego Państwa. Z głową tego zwierzęcia przedstawiany był Asz – sprowadzone z Libii bóstwo czczone w zachodniej części Delty Nilu.

## Związki i potomstwo
W niektórych przekazach Anubisa przedstawiano jako syna Seta. Wynika to z tradycji, że Neftyda, żona Seta, nie mogąc począć z nim syna (Set był bowiem niepłodny), upodobniła się do Izydy i została zapłodniona przez Ozyrysa. Owocem poczęcia był właśnie Anubis.
W mitologii Set posiadał jednak wiele żon, w tym obce boginie, oraz liczne potomstwo. Jego główne żony to Neftyda (Debet He), Neit (z którą miał mieć syna Sobeka), Amtcheret (ich synem miał być Upuaut, choć według innych tradycji był synem Anubisa lub Ozyrysa), Tawaret, Hetepsabet (opisywana jako żona lub córka Seta), dwie boginie kananejskie Anat i Asztarte. Obie obce boginie patronowały miłości i wojnie, dziedzinom, w których Set słynął.

## Konflikt z Horusem
| stX |

| stX |

| E20 |

| E20 |

| E21 |

| E21 |

| z · t · X | A40 |

| z · t · X | A40 |

| s | t · S |

| s | t · S |

| sw | w | t · Z4 | stX |

| sw | w | t · Z4 | stX |

Mityczny konflikt pomiędzy Setem a Horusem, Ozyrysem i Izydą pojawia się w wielu egipskich źródłach. Najważniejsze z nich to Teksty Piramid, Teksty Sarkofagów, Stela Szabaki, inskrypcje na murze świątyni Horusa w Edfu oraz papirus Chester Beatty I (legenda o zawodach Horusa i Seta). Z autorów klasycznych najobszerniejszy opis tej walki pozostawił Plutarch w swoim traktacie O Izydzie i Ozyrysie.
Mity najczęściej przedstawiają Ozyrysa jako dobrego władcę i założyciela cywilizacji, szczęśliwego małżonka Izydy. Jego młodszy brat Set knuje podstęp, zabija i ćwiartuje Ozyrysa. Izyda zbiera porozrzucane kawałki ciała męża, Tot lub Anubis namaszcza je i tworzy  mumię. Izyda ożywia małżonka, który odtąd króluje w królestwie zmarłych. Horus jest synem Ozyrysa, poczętym przez Izydę z ciałem Ozyrysa, lub według niektórych wersji, tylko z kawałkami jego ciała. Horus jako potencjalny konkurent do tronu Egiptu staje się wrogiem Seta.
Istnieje przypuszczenie, że mit jest odzwierciedleniem realnych wydarzeń. Według Steli Szabaki, Geb, by skończyć spór między Horusem a Setem, podzielił Egipt na dwie połowy: Górny (pustynne południe), który otrzymał Set, i Dolny (północny rejon delty Nilu) podarowany Horusowi. Jednak później Geb miał zadecydować, by oddać cały Egipt Horusowi. Zwolennicy historycznej interpretacji interpretują tekst jako wspomnienie możliwego podboju Górnego Egiptu (kraina Seta) przez Dolny (kraj Horusa). Hipoteza ta styka się jednak z pewnym problemem: w rzeczywistości to Górny Egipt objął dominację nad Dolnym. Prosta interpretacja historyczna jest więc wykluczona. Istnieją próby wytłumaczenia tej sprzeczności. Według jednej z nich, zarówno Horus, jak i Set byliby czczeni w Górnym Egipcie przed zjednoczeniem. Mit miałby odzwierciedlać konflikt pomiędzy czcicielami obydwu bóstw.
Wiadomo, że w okresie I dynastii serechy królewskie otoczone były przez symbol Horusa. W okresie II dynastii, za panowania Peribsena, wizerunek Seta na serechu wyparł na pewien czas Horusa. Tak było aż do czasów panowania Chasechemui, który połączył w swoim serechu Horusa i Seta. Według niektórych sugeruje to istnienie jakiejś formy konfliktu ideologicznego. Z drugiej strony, taka zmiana może być wyjaśniona po prostu przez politykę unifikacyjną prowadzoną przez faraonów. Po zjednoczeniu Egiptu zaczęto przedstawiać Seta jako koronującego faraonów wraz z Horusem. Takie przedstawienie symbolizowało władzę faraona zarówno nad Górnym, jak i Dolnym Egiptem. Królowe z czasów I dynastii nosiły tytuł „Nad którą czuwa Horus i Set”. Faraon czasem był postrzegany jako łączący cechy boskie obu postaci. Dzięki temu, jak wierzono, podtrzymywał porządek świata. Pojawiło się nawet dualne bóstwo Horus-Set. Sami Egipcjanie interpretowali mit o walce między Horusem i Setem jako analogię do toczącej się w naturze „walki” między pustynią (reprezentowaną przez Seta) i terenami żyznymi (reprezentowanymi przez Ozyrysa i Horusa).

## Protektor i wybawca Ra

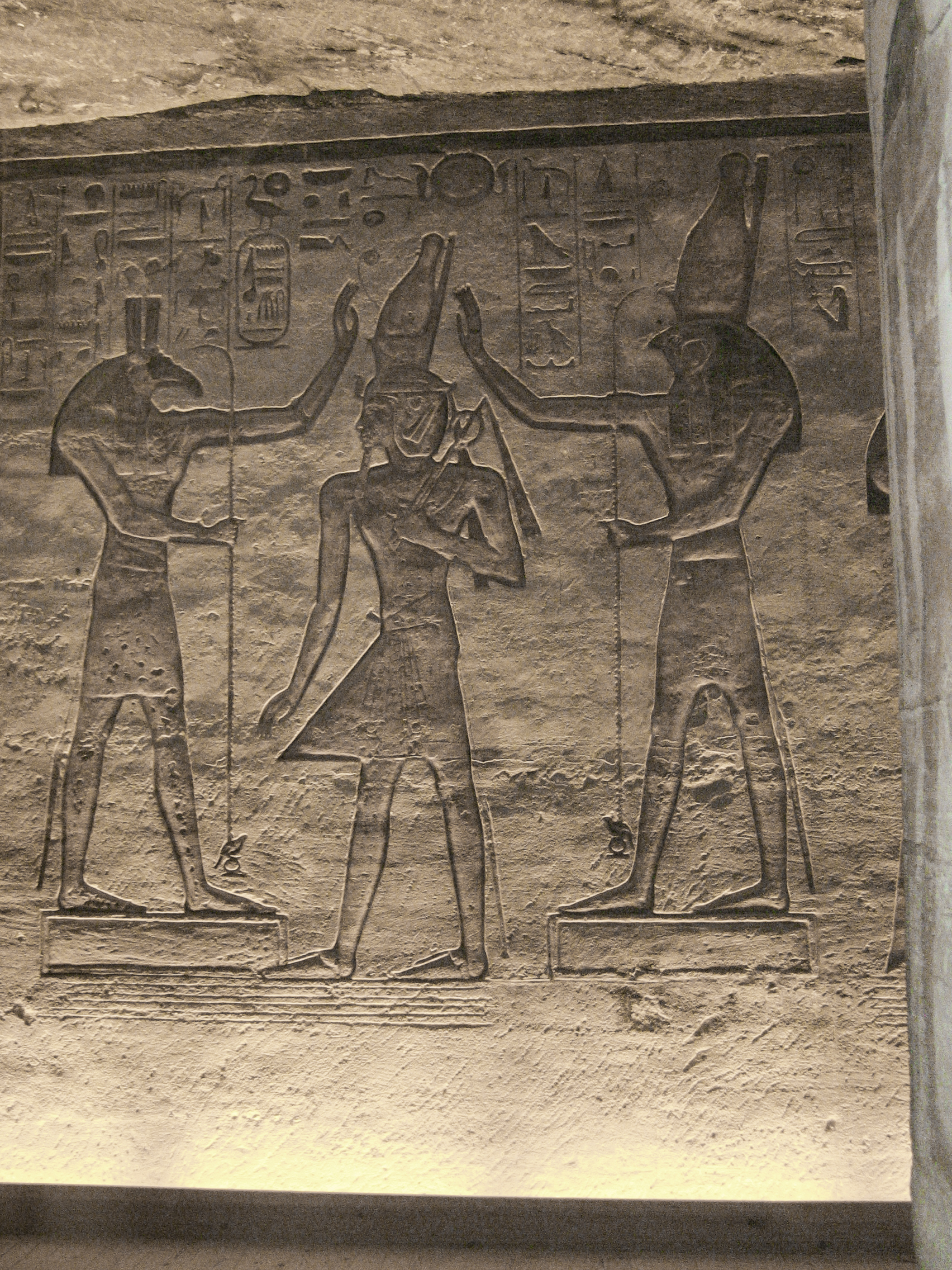
Set (po lewej) i Horus (po prawej) adorują Ramzesa II, Abu Simbel

Jednym z rezultatów zmian religijnych, które zaszły po zjednoczeniu kraju, takich jak asymilacja wielkiej Ogdoady i wielkiej Enneady i utożsamienie Atuma z Ra, była zmiana pozycji Seta w panteonie. Stał się on następcą Ra na ziemi, postacią chroniącą bóstwo solarne. Przedstawiany był jako stojący na dziobie barki słonecznej podczas nocnej podróży Ra po świecie podziemnym i przebijający włócznią głównego nieprzyjaciela Ra, ucieleśnienie chaosu – węża Apopa. Na niektórych przedstawieniach z Okresu Późnego, takich jak scena okresu perskiego ze świątyni w Hibis w oazie Charga, Set przedstawiany był w tej roli z głową sokoła w stroju Horusa.

## II okres przejściowy i ramessydzki
Podczas Drugiego Okresu Przejściowego dużą częścią Egiptu rządziła grupa azjatyckich Hyksosów ze swojej stolicy w Delcie – Awaris. Wybrali oni Seta (władcę Delty i opiekuna cudzoziemców) na główne bóstwo i swojego patrona. Set po raz kolejny stał się naczelnym bogiem. Kult Seta w wykonaniu jednego z hyksoskich władców, Apofisa miał przybrać formę monolatrii (nie czcił on żadnego boga poza Setem, którego wybrał na swojego Pana).
Gdy Ahmose I pokonał Hyksosów i wypędził ich z Egiptu, stosunek Egipcjan do Azjatów stał się wrogi, co znajdowało wyraz w oficjalnej propagandzie dyskredytującej okres panowania Hyksosów. Mimo to kult Seta nadal kwitnął w Awaris. Członkowie egipskiego garnizonu stacjonującego w Awaris weszli nawet częściowo w skład kolegium kapłańskiego Seta.
Założyciel XIX dynastii, Ramzes I pochodził z rodziny wojskowej z Awaris silnie powiązanej z kultem Seta. Część władców z tej dynastii nosiła imię teoforyczne odnoszące się do Seta jak: Seti I („Człowiek Seta”), Setnacht („Set jest potężny”). Jeden z garnizonów wojskowych Ramzesa II miał Seta za patrona. Sam Ramzes II wzniósł w Pi-Ramzes tzw. Stelę Czterechsetlecia, upamiętniającą 400 rocznicę kultu Seta w Delcie. W okresie Nowego Państwa Set był także wiązany z obcymi bóstwami. Szczególnie w Delcie identyfikowany był z Teszubem, hetyckim bogiem burzy.

## Demonizacja
Od XXII dynastii następowała stopniowa demonizacja Seta. Został zrównany ze swoim starym wrogiem, Apophisem, a jego przedstawienia w świątyniach zostały zastąpione przez Sobeka lub Tota. Większość współczesnych, popularnych koncepcji mówiących o tym, że Set był zawsze bóstwem złym i demonicznym, pochodzi z przekazu Plutarcha. Pisał on długo po tym, jak demonizacja bóstwa się już dokonała. Wydawało się, że wcześniejsza demonizacja Seta nastąpiła po okresie hyksoskim, ale pozycja Seta za XIX dynastii dowodzi, że sprawa była bardziej skomplikowana.
Obecnie często wiąże się datę demonizacji bóstwa z okresem panowania perskiego. Set był tradycyjnie bogiem obcokrajowców, kojarzono go więc z Achemenidami, Ptolemeuszami i Rzymianami. Set przedstawiany był często jako krokodyl lub hipopotam. Były to zwierzęta, których wówczas lękano się i które uważano za niebezpieczne. Grecy połączyli Seta z Tyfonem. Obie postaci symbolizowały siły zła, były władcami burzy, synami Ziemi i atakowały innych bogów. Mimo to, w pewnych rejonach Egiptu Set nadal cieszył się czcią i był postrzegany jako bohater i naczelny bóg.

## Miejsca kultu
Set był czczony w świątyniach w Ombos (Nubt) blisko Nagady i w Ombos (Nubt) niedaleko Kom Ombo, w Oksyrhynchos (Górny Egipt), w oazie Fajum.
Znamienne jest to, że w okresie ramessydzkim Set był czczony także w dużych metropoliach jak Sepermeru. Jego kult sprawowany był tam w świątyni zwanej „Domem Seta, Pana Sepermeru”. Jeden z epitetów określających to miasto brzmiał „wrota pustyni”. Wiązało się to zapewne z funkcją Seta jako władcy pogranicza Egiptu. Okręg świątynny Seta w Sepermeru obejmował także mniejszy przybytek zwany „Dom Seta, Potężne Jest Jego Silne Ramię”. Sam Ramzes II zbudował (lub odnowił) kolejny przybytek dla Neftydy, nazwany „Domem Neftydy Ramzes-Meriamon”. Świątynie Seta i Neftydy w Sepermeru nie podlegały pod jedną władzę. Posiadały osobną administrację, kapłanów i proroków.
Inna podobna świątynia Seta znajdowała się nieopodal Pi-Wayna. Kolejny przykład powiązania kultu Seta z kultem Neftydy notujemy w Su u wejścia do oazy Fajum.
Jeden z przykładów związków między świątyniami Seta i Neftydy przedstawia Papirus Boloński. Zawiera on skargę składaną przez Pra’em-haba, proroka „Domu Seta” w niezidentyfikowanej dziś miejscowości Punodżem. Skarży się on na nieprawnie naliczony podatek nałożony na swoją świątynię. Dodaje przy okazji, że jest także odpowiedzialny za „Dom Neftydy”.
Nie znamy żadnej szczególnej teologii, która łączyłaby się z poszczególnymi świątyniami Seta i Neftydy. Jest to o tyle ciekawe, że Neftyda była zwykle czczona z Ozyrysem, jako jego małżonka. Gdy nastąpiła demonizacja Seta i wyparcie jego kultu poza główny nurt, kult Neftydy nadal rozkwitał jako element związany z kultem Ozyrysa. Jeszcze w Okresie Późnym o jej statusie świadczyło posiadanie własnego nomu (Nom VII, „Hwt-Sekhem”/Diospolis Parva).
Kult Seta przetrwał w enklawach do końca istnienia religii egipskiej, na przykład w oazach Charga, Dachla, Deir rl-Hagar, Mut, Kelles itd. Set był tam czczony jako „Pan Oazy”, a Neftyda czczona była wraz z nim jako „Pani Oazy”. Neftyda była wtedy czczona głównie jako „Pani” w panteonie Ozyrysa, w jego świątyniach i przez jego bractwa kapłańskie. Istniał więc pewien paradoks: Set był raz czczony z Neftydą w opozycji do Ozyrysa, Izydy, Neftydy.
Kult Seta utrzymywał też swoją siłę w Awaris przez cały okres ramessydzki. Set był tam czczony jako małżonek fenickiej bogini Anat lub Asztarte. Neftyda stanowiła tam tylko członkinię haremu boga.

## Współczesność
Współcześnie czczony w tzw. Świątyni Seta, niewielkiej sekcie powstałej na skutek rozłamu w Kościele Szatana.